# ラファイエット劇場
ラファイエット劇場（Lafayette Theatre）は、ニューヨーク州 ロックランド郡サファーンのダウンタウンにある1923年にオープンした映画館。
ファースト・ランの映画館として運営されているが、毎週土曜日の朝ビッグ・スクリにーン・クラシックスという名作のリバイバル上映イベントを行っている。この劇場には歴史的に価値のあるオルガンが設置されており、イベントの際に演奏される。

## 歴史
サファーン・アミューズメント・カンパニーは、サファーンのダウンタウンに映画館を造ることを決め、劇場設計で有名なユージン・デ・ロサに劇場の設計を発注し、その新しい劇場はアメリカ独立戦争の英雄であるマーキス・デ・ラファイエットから名付けられた。
映画館としての運営は、1924年で、映画「Scaramouche」がオープニング作品となった。
第二次大戦後、映画ファンはテレビの影響により映画館へ足を運ばなくなってしまった。そこで劇場は1953年に3Dシステムを導入し短期的に収益を改善した。
劇場はロックランド郡で初めてシネマスコープを導入し映画「The Robe」を上映し人気を博した。
1950年代以降、人々はダウンタウンから郊外に住宅を移し、テレビの影響が強くなって経営は厳しくなる。60年代になるとシネマコンプレックスが台頭し、1スクリーンの映画館は倒産していったが、大スクリーンで豪華な内装のラファイエット劇場は、ある人気を維持して経営は続いた。
2002年ギャラクシー・シアター・コープが長期的な経営契約を結び、1スクリーン劇場としてリニューアル・オープンした。
現在は、ロックランド郡の歴史的映画館として住人に愛されており、古い映画館の新しいリノベーション・モデルとして知られている。

## リンク
- USA Today article